# Bernard Dimey
Bernard Dimey (16 de julio de 1931 – 1 de julio de 1981) fue un poeta, autor de canciones y guionista de nacionalidad francesa.

## Biografía

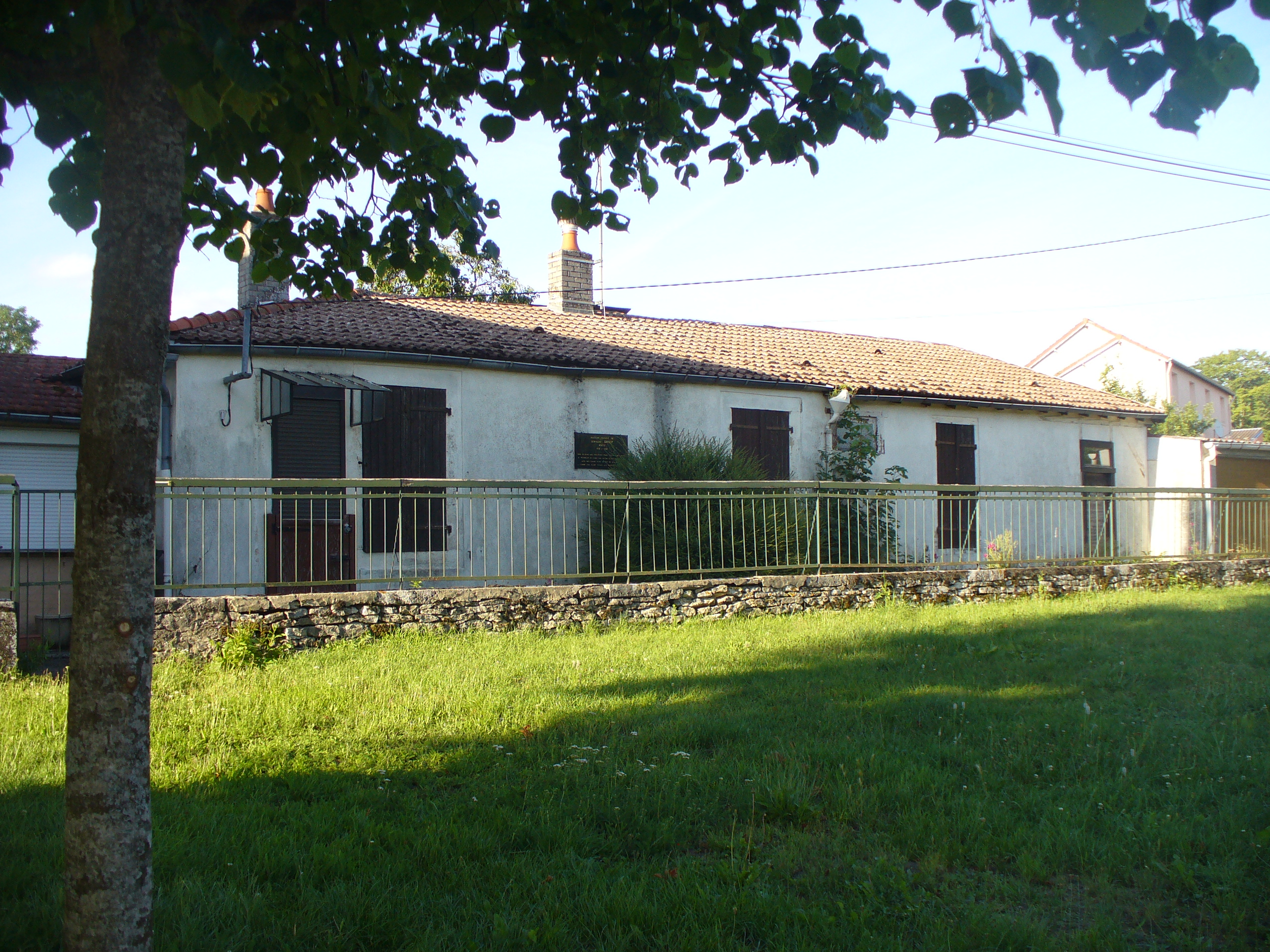
Casa natal de Bernard Dimey en Nogent

Su nombre completo era Bernard Georges Lucide Dimey, y nació en Nogent, Francia.
Inició su carrera artística en la radio, escribiendo después en la revista Esprit. Interesado en la pintura (pintó bajo el nombre de Zelter), se instaló en París a los 25 años de edad en Montmartre. Dimey frecuentó los bistrós en los que conoció a artistas con los que entabló amistad, como Francis Lai, Charles Aznavour y Léo Ferré. Y en esa época empezó a escribir poemas, muchos de los cuales se convirtieron en canciones, y letras de canciones.
Algunas de sus canciones de mayor fama fueron Syracuse, Mémère o Mon truc en plume. Estos temas fueron interpretados por numerosos artistas, entre ellos Yves Montand, Charles Aznavour, Serge Reggiani, Henri Salvador, Patachou, Juliette Gréco, Les Frères Jacques, Marcel Mouloudji, Jean-Claude Pascal, Michel Simon, Jehan, Véronique Soufflet, su hija Dominique Dimey y Iggy Pop. 
Muchos de sus poemas fueron escritos en argot, siguiendo la tradición descarada de Aristide Bruant. Algunos de ellos son monólogos en los que exprime a personajes del viejo Montmartre conocidos de él, entre ellos a travestis.
Para el cine escribió en solitario o en colaboración algunos guiones, entre ellos el de Le Magot de Josefa. Fue también actor, participando en Tant qu'on a la santé, film de Pierre Étaix. 
Otro aspecto de Bernard Dimey es raramente recordado: su talento como dibujante y pintor. Firmó algunas telas con el pseudónimo Zelter durante unos años en Troyes, aunque a los veinticinco años abandonó los pinceles. Además, no quiso publicar sus novelas de juventud, obras muy influenciadas por los escritos de Jean Giono.
Compartió su vida con Yvette Cathiard, artista pintora y escultora, que escribió La Blessure de l'Ogre, obra en la que trataba sobre sus catorce años de vida en común. El libro fue publicado en 1993 por las ediciones Christian Pirot, y obtuvo el gran premio de literatura de la Academia Charles-Cros.
Bernard Dimey falleció en París, Francia, en el año1981, a causa de un cáncer. Fue enterrado en Nogent.

## Discografía
Dimey grabó varios discos a 33 RPM que fueron reeditados en CD por Éditions Déesse Septentrion. Hoy pueden encontrarse bajo contrato con Éditions Raoul Breton : Poèmes à bretelles ;  Testament (2 volumes) ;  Le Bestiaire de Paris ; Ivrogne et pourquoi pas ;  Je finirai ma vie à l'armée du salut  ;  Toutes ces dames au salon  ; La Mort d'un homme ; La Mer à boire.
- Dimey chanté par ses amis
- Châteaux d'Espagne
- L'Encre d'après minuit
- Bernard Dimey, Poètes et chansons

## Obra

### Poesía y canciones
- 1936 : Poèmes, A. Bruillard, reeditados en 1946
- Poèmes voyous, Éditions Mouloudji
- 1973 : Les Huit péchés capitaux, Éditions André Roussard, París
- 1991 : Je ne dirai pas tout, Éditions Christian Pirot, reeditado en 1998
- 1991 : Le Milieu de la nuit, Éditions Christian Pirot
- Sable et Cendre, Éditions Christian Pirot
- 2013 : Soif de Montmartre, con ilustraciones de Claire Dupoizat, éditions La Belle Gabrielle, ISBN 978-2-917269-12-1.[3]

### Novelas
- 1959 ¨Les Transparents, Fayard, coll. Les Œuvres libres n° 155
- 2002 : Le Marchand de soupe, Le Pythagore

### Colecciones de relatos
- 1965 : Aussi Français que vous, Calmann-Levy, reeditada en 2003 por Le Pythagore
- 1954 : Requiem à boire, éditions Seghers, colección P.S. n° 368
- 1956 : Les Kermesses d'antan, éditions Seghers, colección P.S. n° 477, reeditada en 1998 por Éditions Christian Pirot

### Otras publicaciones
- 1951 : Rive droite du canal, reeditada en 1993 por Éditions de la Maison du boulanger
- 1956 : La Légende de Dextre d'or
- 1967 : Monoguide de St-Germain-des-Prés, Les Presses touristiques de París
- 1967 : Monoguide du Marais, Les Presses touristiques de París (en colaboración con Pierre Millon)
- 2013 : Soif de Montmartre, Éditions La Belle Gabrielle

### Canciones
Las canciones más conocidas de las cuales Bernard Dimey escribió las letras son:
- Mon truc en plume, cantada por Zizi Jeanmaire
- Syracuse, cantada por Henri Salvador, Jean Sablon, Yves Montand y François Deguelt
- Mémère, cantada por Michel Simon
- Il ne faudra jamais, poema interpretado por Serge Reggiani

Otras canciones menos conocidas fueron:
- Merci à vous, cantada por Jean Sablon
- Frédo, cantada por Les Frères Jacques, entre otros
- Si tu me payes un verre, por Serge Reggiani, entre otros
- Une soirée au Gerpil, por Marcel Mouloudji
- La Femme du marin, por Francesca Solleville
- La Salle et la Terrasse, por Charles Aznavour
- Les Seigneurs, por  Tristán Léa y Serge Reggiani, entre otros
- Madame la Marquise a dit, por Les Frères Jacques
- Paris par cœur, por Hélène Martin
- Le Gavroche, por Serge Grégor
- La cervelle, por Jean Ferrat y Zizi Jeanmaire
- Dimitri, por Juliette Gréco
- Noël d'Aubervilliers, por Mireille Mathieu

### Poesía

#### Le Bestiaire de París
Le Bestiaire de Paris es sin duda su obra más ambiciosa y la más conseguida. Son 66 cuartetos en alejandrino que pasan revista con nostalgia a las imágenes de un París popular y bohemio, finalizando con una visión apocalíptica.
Como muchos de los poemas de Dimey, el Bestiaire de Paris tenía un acompañamiento musical de Francis Lai, que el mismo compositor interpretaba con el acordeón. Fue grabado en dos ocasiones: en 1962 por Pierre Brasseur y Juliette Gréco, y en 1974 por el autor, Magali Noël y Marcel Mouloudji. 

#### Discos de poesía
Dimey grabó varios álbumes en los que recitaba, generalmente sobre un fondo musical de acordeón, textos como:
- Au Lux bar
- Je vais m'envoler
- Le Regret des bordels
- Monsieur le duc
- Les Enfants d'Attila

Editó varios discos en vinilo con discos Déesse :
- Ivrogne et pourquoi pas
- Volume 2 - L'hippopotame
- Je finirai ma vie à l'Armée du salut
- Le Bestiaire de Paris
- Poèmes à bretelles
- Testament vol. 1 & 2

## Filmografía

### Cine
- 1959 : Détournement de mineures, de Walter Kapps
- 1963 : Le Magot de Josefa, de Claude Autant-Lara
- 1965 : Deux heures à tuer, de Iván Govar
- 1966 : Tant qu'on a la santé, de Pierre Étaix

### Televisión
- 1977 : Les Enquêtes du commissaire Maigret, episodio Maigret et Monsieur Charles, de Jean-Paul Sassy
- 1978 : Le Dernier Mélodrame, telefilm de Georges Franju
- 1979 : Pour tout l'or du Transvaal, miniserie
- 1980 : Les Amours de la Belle Époque, episodio Mon amie Nane, de Dominique Giuliani
- 1981 : Les Amours des années folles, episodio Le Trèfle à quatre feuilles, de Gérard Thomas
- 1982 : Las brigadas del tigre, de Víctor Vicas, episodio Made in USA, de Víctor Vicas

## Homenajes
- Cada año, hacia el 10 de mayo, se celebra un festival dedicado a él en su ciudad natal, Nogent.
- Se le ha dedicado un documental, Bernard Dimey, poète et pourquoi pas ? (emitido por France 3 Grand Est en mayo de 2017), basado en numerosos archivos y testimonios.[4]